# Geoscience Australia

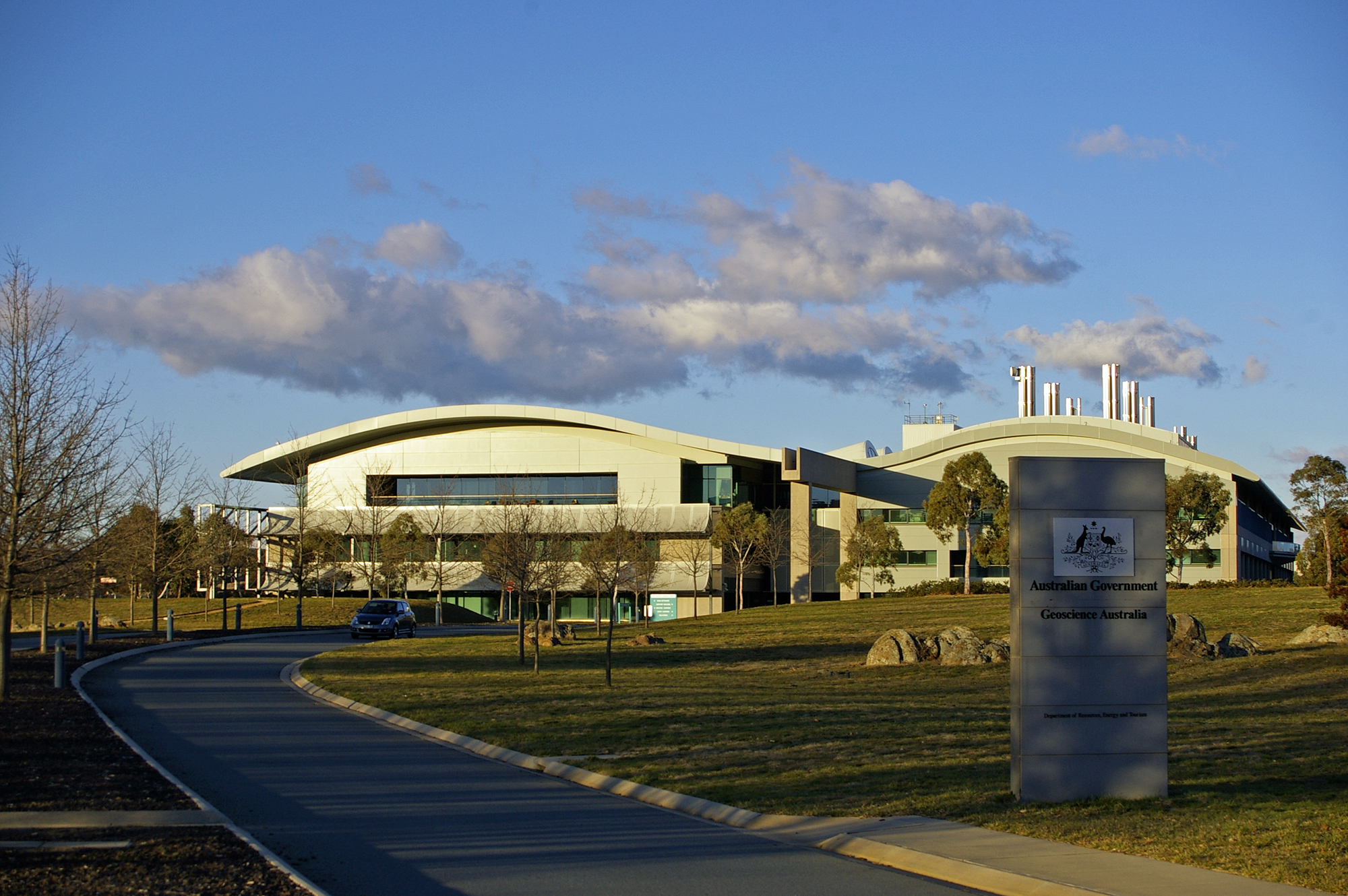
Hauptverwaltungsgebäude der Geoscience Australia in Canberra in der Vorstadt Symonston im Australian Capital Territory

Die Geoscience Australia (deutsch: Geowissenschaftliche Forschungsanstalt Australien) ist eine Behörde des Commonwealth, der australischen Bundesregierung, die  geowissenschaftliche Untersuchungen durchführt. Es handelt sich um eine Abteilung des Department of Resources, Energy and Tourism mit Sitz in Canberra.

## Geschichte
Die Behörde nahm im Jahr 1946 ihre Arbeit als Bureau of Mineral Resources, Geology and Geophysics (BMR) auf, um geologische und geophysikalische Karten von Australien und die Entdeckung von mineralischen Rohstoffen zu unterstützen.
1992 wurde der Name in Australian Geological Survey Organisation (AGSO) geändert.
2001 wurde die Organisation in AGSO-Geoscience Australia umbenannt, um die Veränderung ihrer Aufgaben auf der Suche nach Erdöl/Erdgas und Mineralen zu berücksichtigen. Später, im gleichen Jahr, als die Australian Surveying and Land Information Group (AUSLIG) in die Behörde eingegliedert wurde, wechselte der Name zu Geoscience Australia.

## Organisationsstruktur und Gebäude
Diese Behörde wird durch einen Chief Executive Officer geführt und in nachfolgende Abteilungen untergliedert:
- Chief Scientist
- Onshore Energy & Minerals Division
- Petroleum & Marine Division
- Geospatial & Earth Monitoring Division
- Corporate Branch
- Information Services Branch[1]

Es existieren zwei Gebäude. Das Hauptgebäude enthält Verwaltungsbüros, Laboratorien für Geochronologie, Geochemie, Organische und anorganische Geochemie, Paläontologie und Sedimentologie, ein Foyer und einen Empfang mit einer Sammlung bedeutender Minerale, Gesteinen, Fossilien und historischer Ausrüstung (geöffnet von 9-17.00 von Montag bis Freitag, außer an Feiertagen), einen öffentlich zugänglichen Darstellungsraum der australischen Lagerstättenerkundung im Meer, eine Bibliothek, ein Verkaufs- und Ausbildungszentrum und das Café Rocco.

## Aufgaben und Leistungsangebot
Die Vereinigung versteht sich nach eigenen Angaben als weltweit führendes Institut, das erstklassige geowissenschaftliche Informationen erstellt und Wissen vorhält, das die Regierung und die australische Gemeinschaft in die Lage versetzt Entscheidungen zur Lagerstättenkunde, für optimales Umweltmanagement und zur Beherrschung kritischer Naturbereiche zum Wohle aller Australier zu treffen.
Die Behörde entwickelt Aktivitäten auf dem Land, im Meer und Geo-Koordinaten. Auf australischem Land liegen die Aktivitäten von Geoscience Australia in der Lagerstättenerkundung und in der Planung einer umweltgerechten Landnutzung, im Meer liegen sie auf der Erkundung von Erdöl- und Erdgaslagerstätten und im Aufbau eines Managements naturgerechter Ressourcengewinnung und bei der Erstellung von Koordinaten hinsichtlich der Vorbereitung von politischen Entscheidungen unter Berücksichtigung einer Risikenvermeidung bei der Land- und Meeresnutzung.
Auf einer von den Nutzern bezahlten Basis erstellt die Behörde geowissenschaftliche Produkte wie topografische Karten und Satellitenbilder.
Die Behörde bietet auch eine geografische Ortesuche und eine Erdbebenbeobachtung der Region Australien im Internet kostenfrei an.